# 原島良成
原島 良成（はらしま よしなり、1975年（昭和50年）- ）は、日本の法学者。中央大学専門職大学院法務研究科教授。専門は、公法学。行政法、自治体環境法政策の専門家。

## 来歴
1975年東京都に生まれる。2000年広島大学法学部卒業。2003年上智大学大学院法学研究科修士課程修了。2006年上智大学大学院法学研究科博士後期課程満期退学。放送大学助教授・同准教授を経て、熊本大学法科大学院法曹養成研究科准教授。現在、中央大学専門職大学院法務研究科（ロースクール）教授。公法学（行政法・自治体環境法政策）を専攻。
原島は行政裁量論（特に、行政のアカウンタビリティ）、政府間関係論（特に、法律と条例の競合問題）の専門家。熊本広域行政不服審査会委員などを兼任。熊本大学では、行政法Ⅰ、行政法Ⅱ、行政法発展、行政法演習、公法総合演習、公共政策法務、地方自治法、医療と法などの科目を担当

### 学歴
- 2006年3月  上智大学大学院法学研究科法律学専攻博士後期満期退学[1]
- 2003年3月  上智大学大学院法学研究科法律学専攻博士前期修了
- 2001年3月  横浜国立大学大学院国際社会科学研究科経済関係法専攻博士前期中退
- 2000年3月  広島大学法学部法学科卒業

### 経歴
- 2023年4月 - 中央大学専門職大学院法務研究科（ロースクール）教授[1]
- 2009年10月 - 熊本大学法曹養成研究科准教授
- 2006年4月 - 放送大学助教授・准教授

### 所属学会
日本公法学会

## 主な著書
- 『環境法―将来世代との共生―』奥田進一＝長島光一編 共著（ 本人担当： 分担執筆 範囲: 第8章 環境紛争の解決（２）、第19章 水資源と法。）成文堂  2023年9月（ ISBN 9784792334338 ）[5][6]
- 『自治体法務検定公式テキスト政策法務編 2022年度検定対応』共著（ 本人担当： 分担執筆 範囲: 第6章 住民自治の仕組み（240－274頁））第一法規  2022年3月 [5][6]
- 『自治立法権の再発見 北村喜宣先生還暦記念論文集』原島良成 編著（ 本人担当： 編集 範囲: 条文・判例資料編（283－355頁））第一法規  2020年5月[5][6]
- 『市民自治の知識と実践』山岡龍一・岡崎晴輝編 共著（ 本人担当： 分担執筆 範囲: 209-246頁）放送大学教育振興会  2015年3月[5][6]
- 『行政法事典』北村喜宣ほか編 共著（ 本人担当： 分担執筆 範囲: 309-319頁、442-462頁）法学書院  2013年4月 [5][6]
- 『新基本法コンメンタール地方自治法』共著 （本人担当： 分担執筆 範囲: 56-62頁）2011年11月 [5][6]
- 『行政裁量論』原島 良成, 筑紫 圭一編著（ 本人担当： 分担執筆 範囲: 9-19頁, 42-131頁）放送大学教育振興会  2011年3月[5][6]
- 『演習ノート環境法』浅野直人・柳憲一郎編 共著（ 本人担当： 分担執筆 範囲: 123-133頁）法学書院  2010年8月 [5][6]
- 『確認環境法用語230』黒川哲志ほか編 共著（担当： 分担執筆）成文堂  2009年1月[5][6]
- 『市民と社会を知るために―名著に触れよう―』林敏彦・山岡龍一・原島良成編著（ 本人担当： 分担執筆 範囲: 103-117頁, 177-192頁）放送大学教育振興会  2008年3月 [5][6]